# Nannocharax seyboldi
Nannocharax seyboldi és una espècie de peix de la família dels citarínids i de l'ordre dels caraciformes.

## Morfologia
- Els mascles poden assolir 5,6 cm de longitud total.[3][4]

## Alimentació
Menja petits invertebrats.

## Hàbitat
És un peix d'aigua dolça i de clima tropical (22 °C-26 °C).

## Distribució geogràfica
Es troba a Àfrica: Libèria i la Costa d'Ivori.